# Avicularia metallica
Avicularia metallica es una especie de araña que pertenece a la familia Theraphosidae (tarántulas). Es una especie endémica de Surinam.